# Aspila jefferyi
Aspila jefferyi är en fjärilsart som beskrevs av Antonius Johannes Theodorus Janse 1917. Aspila jefferyi ingår i släktet Aspila och familjen nattflyn. Inga underarter finns listade i Catalogue of Life.